# Ericssonite
La ericssonite è un minerale appartenente al gruppo della lamprofillite.

## Varietà
È conosciuto il politipo ericssonite-2O.